# Alex Zanardi
Alessandro „Alex” Zanardi (Bologna, 1966. október 23. –) olasz autóversenyző, a CART-széria kétszeres (1997, 1998) bajnoka. Parasportolóként háromszoros paralimpiai bajnok.

## Pályafutása
Bolognában született 1966. október 23-án. Négyéves korában családja átköltözött Castel Maggiore városába. 1979-ben, tizenöt éves nővére, Cristina, aki sikeres úszó volt, egy autóbalesetben életét vesztette.
Tizenhárom évesen kezdett gokart-versenyeken indulni. 1988-ban már az olasz Formula–3-as sorozatban szerepelt. A következő két évben nagyrészt e sorozat futamain vett részt, és az 1990-es szezont Roberto Colciago mögött a második helyen zárta.
1991-ben a nemzetközi Formula–3000-es szériában versenyzett. Két futamgyőzelmet szerzett a szezonban, és további négyszer végzett a második helyen. A szezonzáró verseny előtt még esélye volt a bajnoki címre, végül azonban alulmaradt a brazil Christian Fittipaldival szemben, és második lett a pontversenyben.

### Formula–1
Az 1991-es év végén három versenyen kapott lehetőséget a Formula–1-es világbajnokságon. Alex a Jordan-istállóval vett részt a szezon utolsó futamain. Debütálásakor, a spanyol nagydíjon kilencedik lett. Az ezt követő japán verseny első köreiben kiesett, miután meghibásodott autójában a sebességváltó. A szezonzáró ausztrál futamon újfent a kilencedik helyen ért célba.
1992-ben a Benetton csapatának tesztpilótája volt, valamint három versenyen helyettesítette a sérült Christian Fittipaldit a Minardinál. Három európai viadalon szerepelt, azonban csak egyszer, a német nagydíjon jutott túl a kvalifikáción. A futamon már az első körben kiesett.
1993-ban a Lotus versenyzője lett. Csapattársa a brit Johnny Herbert volt. Brazíliában hatodik lett, amivel megszerezte első világbajnoki pontját, a futamok nagy részén azonban rendre alulmaradt Herberttel szemben. A belga nagydíj edzésén komoly balesetet szenvedett, ami véget vetett a szezonjának. Helyét a portugál Pedro Lamy vette át a csapatnál. Alex csak a 94-es idény ötödik versenyén tért vissza; miután Lamy egy silverstone-i teszten eltörte mind a két lábát. Egyszer sem zárt pontszerzőként az évben. Legjobb eredménye egy kilencedik helyezés volt a spanyol futamról. A belga, valamint a portugál versenyekre nem őt, hanem a belga Philippe Adams-et nevezte a csapat; Adams és támogatói 500 000 dollárt fizettek a Lotus-istállónak a két versenyért.

### CART
1996-ban az amerikai CART-szériába szerződött, a Chip Ganassi Racing-hez. Noha már második versenyén övé lett a pole-pozíció, az év első felében csak kétszer végzett pontot érő helyen. Portlandben megszerezte első futamgyőzelmét a sorozatban, majd első lett Mid-Ohioban és Laguna Seca-ban is. Csapattársa Jimmy Vasser megnyerte a bajnokságot, Alex pedig legjobb újoncként harmadik lett az összetettben.
Az 1997-es szezonban öt futamon volt első. Ebben az évben győzni tudott egy utcai és egy ovális pályán rendezett versenyen is. Végül nagy előnyben szerezte meg a bajnoki címet Gil de Ferran és Jimmy Vasser előtt. Ezzel Alex lett a sorozat történelmének első olasz győztese. A következő évben még nagyobb előnnyel lett bajnok. Az év során hét versenyt nyert meg, és 116 ponttal gyűjtött többet mint csapattársa, a második helyezett Vasser.

### Újra Formula–1

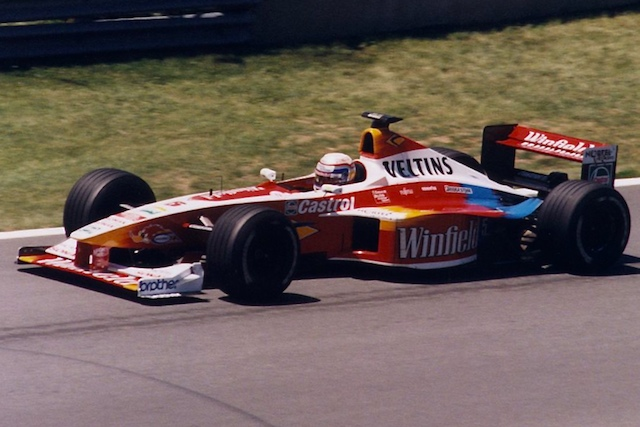
A Williams autójában az 1999-es kanadai nagydíjon

Második CART-bajnoki címe után visszatért a Formula–1 világbajnokságra. A Williams alakulatához szerződött az 1999-es szezonra, a német Ralf Schumacherrel együtt. Ralf jól szerepelt az egész évben, többször állt dobogón és hatodik lett a pontversenyben. Alex is többször autózott pontot érő helyen, azonban egyszer sem sikerült számára a pontszerzés az év folyamán. Hazai futamán a második pozícióban állt, de fékproblémák miatt csak a hetedik lett. A sikertelen évet követően helyét Jenson Button vette át a 2000-es szezonra.

### Újra CART / Baleset a Lausitzringen
2000-ben a Williams csapat lecserélte Jenson Buttonra. Több csapat is érdeklődött iránta, de ő inkább Amerikába szeretett volna visszatérni. 2001-ben Mo Nunn Racing színeiben visszatért a CART-ba. Ez a szezonja nem volt túl sikeres, mindössze három TOP10-es helyezése volt. 2001. szeptember 15-én, a szezon 15. futamán, a lausitzringi versenyen súlyos balesetet szenvedett. A pitből jött ki, amikor kicsúszott, majd visszatért a pályára. A mögötte érkező Patrick Carpentiernek még sikerült kikerülnie, de a mögötte haladó Alex Tagliani eltalálta Zanardi autóját. Életveszélyes állapotban szállították kórházba, ahol a gyors beavatkozásnak köszönhetően meg tudták menteni az életét, de mindkét lábát amputálni kellett. Ezzel a balesettel véget ért Zanardi open-wheel versenyzői karrierje.

### Visszatérés
2002-ben ő indította a CART torontói futamát, majd 2003-ban speciálisan átalakított autókban kezdett újra versenyezni.

## Eredményei
Teljes eredménylistája a nemzetközi Formula–3000-es bajnokságon
(Táblázat értelmezése)

(Félkövér: pole-pozícióból indult; dőlt: leggyorsabb kört futott) 

| Év   | Csapat             | 1     | 2      | 3     | 4     | 5      | 6      | 7     | 8     | 9      | 10     | Helyezés | Pont |
| ---- | ------------------ | ----- | ------ | ----- | ----- | ------ | ------ | ----- | ----- | ------ | ------ | -------- | ---- |
| 1989 | Automotive BVM     | SIL   | VAL    | PAU   | JER   | PER    | BRH    | BIR   | SPA   | BUG    | DIJ 16 | -        | 0    |
| 1991 | Il Barone Rampante | VAL 1 | PAU Ki | JER 2 | MUG 1 | PER Ki | HOC Ki | BRH 2 | SPA 2 | BUG Ki | NOG 2  | 2.       | 42   |

### Teljes Formula–1-es eredménysorozata
(Táblázat értelmezése)

(Félkövér: pole-pozícióból indult; dőlt: leggyorsabb kört futott) 

| Év   | Csapat     | 1      | 2      | 3      | 4      | 5      | 6      | 7      | 8      | 9      | 10     | 11     | 12     | 13    | 14     | 15     | 16     | Helyezés | Pont |
| ---- | ---------- | ------ | ------ | ------ | ------ | ------ | ------ | ------ | ------ | ------ | ------ | ------ | ------ | ----- | ------ | ------ | ------ | -------- | ---- |
| 1991 | Jordan     | USA    | BRA    | SMR    | MON    | CAN    | MEX    | FRA    | GBR    | GER    | HUN    | BEL    | ITA    | POR   | ESP 9  | JPN Ki | AUS 9  | -        | 0    |
| 1992 | Minardi    | RSA    | MEX    | BRA    | ESP    | SMR    | MON    | CAN    | FRA    | GBR NK | GER Ki | HUN NK | BEL    | ITA   | POR    | JPN    | AUS    | -        | 0    |
| 1993 | Team Lotus | RSA Ki | BRA 6  | EUR 8  | SMR Ki | ESP 14 | MON 7  | CAN 11 | FRA Ki | GBR Ki | GER Ki | HUN Ki | BEL NK | ITA   | POR    | JPN    | AUS    | 20.      | 1    |
| 1994 | Team Lotus | BRA    | PAC    | SMR    | MON    | ESP 9  | CAN 15 | FRA Ki | GBR Ki | GER Ki | HUN 13 | BEL    | ITA Ki | POR   | EUR 16 | JPN 13 | AUS Ki | -        | 0    |
| 1999 | Williams   | AUS Ki | BRA Ki | SMR 11 | MON 8  | SPA Ki | CAN Ki | FRA Ki | GBR 11 | AUT Ki | GER Ki | HUN Ki | BEL 8  | ITA 7 | EUR Ki | MAL 10 | JPN Ki | -        | 0    |

Teljes CART-eredménysorozata
(Táblázat értelmezése)

(Félkövér: pole-pozícióból indult; dőlt: leggyorsabb kört futott) 

| Év   | Csapat                | 1      | 2      | 3      | 4      | 5      | 6       | 7      | 8      | 9      | 10     | 11     | 12     | 13     | 14     | 15     | 16     | 17     | 18     | 19    | 20  | Helyezés | Pont |
| ---- | --------------------- | ------ | ------ | ------ | ------ | ------ | ------- | ------ | ------ | ------ | ------ | ------ | ------ | ------ | ------ | ------ | ------ | ------ | ------ | ----- | --- | -------- | ---- |
| 1996 | Target Ganassi Racing | MIA 24 | RIO 4* | SUR 21 | LBH 24 | NAZ 13 | MIC 17* | MIL 13 | DET 11 | POR 1* | CLE 2  | TOR 2* | MIC 21 | MID 1* | ROA 3  | VAN 26 | LAG 1* |        |        |       |     | 3.       | 132  |
| 1997 | Target Chip Ganassi   | MIA 7  | SUR 4  | LBH 1* | NAZ 11 | RIO 4  | GAT 4   | MIL 13 | DET 26 | POR 11 | CLE 1  | TOR 2  | MIC 1* | MID 1* | ROA 1  | VAN 4  | LAG 3  | CAL Ni |        |       |     | 1.       | 195  |
| 1998 | Chip Ganassi Racing   | MIA 3  | MOT 23 | LBH 1  | NAZ 2  | RIO 2* | GAT 1   | MIL 8  | DET 1* | POR 1* | CLE 1* | TOR 1  | MIC 3* | MID 12 | ROA 2  | VAN 4  | LAG 2  | HOU 2  | SUR 1* | CAL 3 |     | 1.       | 285  |
| 2001 | Mo Nunn Racing        | MON 24 | LBH 26 | NAZ 20 | MOT 7  | MIL 11 | DET 24  | POR 26 | CLE 13 | TOR 4  | MIC 20 | CHI 9  | MID 19 | ROA 13 | VAN 24 | GER 20 | ENG    | HOU    | LAG    | SUR   | CAL | 23.      | 24   |

Teljes eredménysorozata a túraautó-világbajnokságon
(Táblázat értelmezése)

(Félkövér: pole-pozícióból indult; dőlt: leggyorsabb kört futott) 

| Év   | Csapat               | Autó      | 1   | 1   | 2   | 2   | 3   | 3   | 4   | 4   | 5   | 5   | 6   | 6   | 7   | 7   | 8   | 8   | 9   | 9   | 10  | 10  | 11  | 11  | 12  | 12  | Helyezés | Pont |
| 2005 | BMW Team Italy/Spain | BMW 320i  | MON | MON | MGN | MGN | SLV | SLV | IMO | IMO | PUE | PUE | SPA | SPA | OSC | OSC | IST | IST | VAL | VAL | MAC | MAC |     |     |     |     | 10.      | 36   |
| ---- | -------------------- | --------- | --- | --- | --- | --- | --- | --- | --- | --- | --- | --- | --- | --- | --- | --- | --- | --- | --- | --- | --- | --- | --- | --- | --- | --- | -------- | ---- |
| 2005 | BMW Team Italy/Spain | BMW 320i  | 10  | 7   | 15  | 25  | 23  | Ni  | 8   | 6   | 13  | Ki  |     |     | 8   | 1   | 6   | 3   | 8   | 5   | 13  | 4   |     |     |     |     | 10.      | 36   |
| 2006 | BMW Team Italy/Spain | BMW 320si | MON | MON | MGN | MGN | BRA | BRA | OSC | OSC | CUR | CUR | PUE | PUE | BRN | BRN | IST | IST | VAL | VAL | MAC | MAC |     |     |     |     | 11.      | 26   |
| 2006 | BMW Team Italy/Spain | BMW 320si | 7   | 23  | 14  | Ki  | 10  | 9   | 24  | 13  | 10  | 3   | 17  | Ki  | 2   | 22  | 1   | 9   | 15  | 17  | 23  | 9   |     |     |     |     | 11.      | 26   |
| 2007 | BMW Team Italy-Spain | BMW 320si | CUR | CUR | ZAN | ZAN | VAL | VAL | PAU | PAU | BRN | BRN | POR | POR | AND | AND | OSC | OSC | BRA | BRA | MON | MON | MAC | MAC |     |     | 15.      | 14   |
| 2007 | BMW Team Italy-Spain | BMW 320si | 7   | 6   | 12  | 11  | Ki  | Ni  | Ki  | 9   | 3   | 20  | 16  | 15  | 20  | 15  | Ki  | 15  | 15  | Ki  | 13  | 6   | 10  | Ki  |     |     | 15.      | 14   |
| 2008 | BMW Team Italy-Spain | BMW 320si | CUR | CUR | PUE | PUE | VAL | VAL | PAU | PAU | BRN | BRN | EST | EST | BRA | BRA | OSC | OSC | IMO | IMO | MON | MON | OKA | OKA | MAC | MAC | 13.      | 36   |
| 2008 | BMW Team Italy-Spain | BMW 320si | 15  | 11  | 15  | 11  | 12  | 18  | 12  | 11  | 1   | 2   | 20  | 13  | 4   | 3   | 12  | 19  | 12  | 9   | 8   | 7   | 13  | Ki  | 23  | 5   | 13.      | 36   |
| 2009 | BMW Team Italy-Spain | BMW 320si | CUR | CUR | PUE | PUE | MAR | MAR | PAU | PAU | VAL | VAL | BRN | BRN | POR | POR | BRA | BRA | OSC | OSC | IMO | IMO | OKA | OKA | MAC | MAC | 12.      | 31   |
| 2009 | BMW Team Italy-Spain | BMW 320si | 10  | 14  | 13  | 6   | Ki  | Ni  | Hn  | 5   | 12  | 5   | 1   | Ki  | 12  | 10  | 12  | 12  | 17  | Ki  | 4   | 4   | 15  | 17  | 9   | 9   | 12.      | 31   |

## Parasportolóként
Kerekesszékes sportolóként több maratoni versenyt teljesített. 2012 márciusában bejelentették, hogy az olasz csapat tagja lesz a londoni paralimpián, ahol a H4-es kategóriában, a kézzel hajtott kerékpáros időfutamban és a mezőnyversenyben is paralimpiai bajnok lett. A váltóban ezüstérmet szerzett. A riói paralimpián harmadik bajnoki címét is megszerezte a H4-es kategóriában, a kézzel hajtott kerékpárosok 20 km-es mezőnyversenyben.

## Fordítás
- Ez a szócikk részben vagy egészben  az   Alex Zanardi című angol Wikipédia-szócikk fordításán alapul.  Az eredeti cikk szerkesztőit annak laptörténete sorolja fel. Ez a jelzés csupán a megfogalmazás eredetét és a szerzői jogokat jelzi, nem szolgál a cikkben szereplő információk forrásmegjelöléseként.